# Simplicia macrotheca
Simplicia macrotheca is een vlinder uit de familie van de spinneruilen (Erebidae). De wetenschappelijke naam van de soort is voor het eerst geldig gepubliceerd in 1929 door A.E. Prout
De soort wordt aangetroffen in de Indische Archipel (o.a. Sumatra, Borneo, Java).